# Jede Menge Kohle
Pour plus de détails, voir Fiche technique et Distribution.
Jede Menge Kohle (littéralement « beaucoup de charbon ») est un film allemand réalisé par Adolf Winkelmann, sorti en 1981. Il s’agit du premier film allemand tourné en Dolby stéréo.

## Action
Katlewski est dans la vingtaine qui travaille comme mineur de charbon à la ville allemand Recklinghausen qui se trouve dans la région de la Ruhr (en allemand : Ruhrgebiet). Dans un jour, il disparaît et passe une semaine à errer sous terre jusqu’à une mine à Dortmund, la ville qui se trouve en proximité de Recklinghausen et aussi dans la région de la Ruhr, où il est retrouvé complètement perturbé dix jours plus tard. Katlewski ne peut plus faire face à son ancienne vie et, pour pouvoir en sortir, il doit rembourser un emprunt en plus de son mariage raté. En cherchant une douche, il rencontre la jeune femme qui s’appelle Ulli, qui vit en sous-location chez la famille Grueten. Après de lui rencontrer, Katlewski tombe amoureux d’elle. À la banque, il lui montre qu’il ne marche pas d’annuler le prêt sans espèces. Katlewski essaie de gagner de l’argent grâce à divers petits boulots – il travaille comme portier ou chauffeur de camion, mais continue d’arrêter. Finalement, il prend l’argent d’un ancien employeur et rembourse le prêt. Sur un chantier de construction, il acquiert une tronçonneuse et se rend une dernière fois à Recklinghausen dans un camion volé. Arrivé sur place, Katlewski dit : « Es kommt der Tag, da will die Säge sägen. » (en français : « Le jour viendra où la scie sciera. »)

## Fiche technique
- Titre : Jede Menge Kohle
- Réalisation : Adolf Winkelmann
- Scénario : Jost Krüger, Gerd Weiss et Adolf Winkelmann
- Musique : Bernd Adamkevitz
- Photographie : David Slama
- Montage : Bettina Lewertoff
- Production : Martin Wiebel
- Société de production : Adolf Winkelmann Filmproduktion et Westdeutscher Rundfunk
- Pays :  Allemagne de l'Ouest
- Genre : Comédie
- Durée : 100 minutes
- Dates de sortie : 
  - Allemagne de l'Ouest : 11 juin 1981

## Distribution
- Detlev Quandt : Katlewski
- Uli Heucke : Ulli
- Hermann Lause : Hermann Grueten
- Martin Lüttge : Lewandowsky
- Tana Schanzara : Ilse Grueten
- Berni Bernstein : Klaus
- Martha Dors : Mme. Bierich
- Betti Eiermann : Moni

## Distinctions
Le film a reçu 4 nominations aux Deutscher Filmpreis et a reçu 2 prix : Meilleur film et Meilleure photographie